# 踊っこまつり

## 概要
踊っこまつり（おどっこまつり）は、毎年5月のゴールデンウィークに行われる、高知のよさこい形式の踊りを取り入れた祭り。以前は「KAKOGAWA踊っこまつり」という名称だったが、加古川市以外の演舞会場があった事から、「踊っこまつり」に名称変更が行われた。

## 歴史

### 略歴
- 1999年(平成11年) 5月9日 第1回KAKOGAWA踊っこまつり 参加 8チーム[1]
- 2000年(平成12年) 5月21日 第2回KAKOGAWA踊っこまつり 参加 21チーム 加古川市制50周年記念事業[2]
- 2001年(平成13年) 5月5日 第3回KAKOGAWA踊っこまつり 参加 24チーム メイン、サブ、パレード 3会場[3]